# Associazione Calcio Mantova 1964-1965
Questa pagina raccoglie le informazioni riguardanti l'Associazione Calcio Mantova nelle competizioni ufficiali della stagione 1964-1965.

## Stagione
La squadra concluse il campionato con 21 punti in classifica al diciottesimo ed ultimo posto con retrocessione in Serie B.
In Coppa Italia il Mantova venne eliminato al primo turno dal Brescia.

## Rosa
| N. |                   | Ruolo | Calciatore        |
| -- | ----------------- | ----- | ----------------- |
|    | Italia (bandiera) | P     | Dino Zoff         |
|    | Italia (bandiera) | P     | Italo Ghizzardi   |
|    | Italia (bandiera) | D     | Piero Scesa       |
|    | Italia (bandiera) | D     | Giulio Corsini    |
|    | Italia (bandiera) | D     | Ermanno Tarabbia  |
|    | Italia (bandiera) | D     | Beniamino Cancian |
|    | Italia (bandiera) | D     | Carlo Morganti    |
|    | Italia (bandiera) | D     | Libero Varoli     |
|    | Italia (bandiera) | D     | Aurelio Gerin     |
|    | Italia (bandiera) | C     | Franco Zaglio     |
|    | Italia (bandiera) | C     | Ugo Tomeazzi      |
|    | Italia (bandiera) | C     | Claudio Correnti  |
|    | Svezia (bandiera) | C     | Torbjörn Jonsson  |

| N. |                      | Ruolo | Calciatore           |
| -- | -------------------- | ----- | -------------------- |
|    | Italia (bandiera)    | C     | Sergio Pini          |
|    | Italia (bandiera)    | C     | Carlo Volpi          |
|    | Italia (bandiera)    | C     | Luigi Bartolomei     |
|    | Italia (bandiera)    | C     | Roberto De Paoli     |
|    | Italia (bandiera)    | C     | Giorgio Bernardis    |
|    | Italia (bandiera)    | A     | Gianfranco Trombini  |
|    | Italia (bandiera)    | A     | Beniamino Di Giacomo |
|    | Italia (bandiera)    | A     | Nicola Ciccolo       |
|    | Argentina (bandiera) | A     | Marcelo Pagani       |
|    | Italia (bandiera)    | A     | Italo Mazzero        |
|    | Italia (bandiera)    | A     | Francesco Scaratti   |
|    | Italia (bandiera)    | A     | Romano Taccola       |
|    | Italia (bandiera)    | A     | Sergio Pellizzaro    |

## Risultati

### Serie A

#### Girone di andata
| Arbitro: | Di Tonno (Lecce) |

|                                 |           |  |
| Poletti 69’ Moschino 88’ (rig.) | Marcatori |  |

| Arbitro: | Francescon (Padova) |

|  |           |                                               |
|  | Marcatori | 24’ Mora 52’ (aut.) Taccola 54’, 77’ Ferrario |

| Arbitro: | Rigato (Mestre) |

|            |           |  |
| Patino 34’ | Marcatori |  |

| Arbitro: | Angonese (Mestre) |

|                |           |  |
| Menichelli 31’ | Marcatori |  |

| Arbitro: | Righetti (Torino) |

|                                     |           |                      |
| Martiradonna 21’ (aut.) Jonsson 33’ | Marcatori | 19’ Greatti 51’ Nené |

| Arbitro: | Roversi (Bologna) |

|             |           |  |
| Da Silva 2’ | Marcatori |  |

| Arbitro: | Politano (Cuneo) |

|  |           |              |
|  | Marcatori | 75’ Colausig |

| Arbitro: | Bernardis (Trieste) |

|                    |           |  |
| Cancian 37’ (aut.) | Marcatori |  |

| Genova 15 novembre 1964 9ª giornata | Genoa           | 0 – 0 | Mantova | Stadio Luigi Ferraris\| Arbitro: \| Rigato (Mestre) \| |
| Arbitro:                            | Rigato (Mestre) |       |         |                                                        |

| Mantova 22 novembre 1964 10ª giornata | Mantova                      | 0 – 0 | Roma | Stadio Danilo Martelli\| Arbitro: \| De Robbio (Torre Annunziata) \| |
| Arbitro:                              | De Robbio (Torre Annunziata) |       |      |                                                                      |

| Arbitro: | Lo Bello (Siracusa) |

|  |           |              |
|  | Marcatori | 45’ Pascutti |

| Arbitro: | Sebastio (Taranto) |

|            |           |              |
| Danova 65’ | Marcatori | 88’ Trombini |

| Arbitro: | Rigato (Mestre) |

|                  |           |  |
| Ciccolo 29’, 59’ | Marcatori |  |

| Arbitro: | Roversi (Bologna) |

|                         |           |  |
| Ciccolo 53’, 79’ (rig.) | Marcatori |  |

| Arbitro: | Francescon (Padova) |

|                           |           |  |
| Mari 21’ Galli 44’ (rig.) | Marcatori |  |

| Mantova 10 gennaio 1965 16ª giornata | Mantova          | 0 – 0 | Fiorentina | Stadio Danilo Martelli\| Arbitro: \| Sbardella (Roma) \| |
| Arbitro:                             | Sbardella (Roma) |       |            |                                                          |

| Arbitro: | Roversi (Bologna) |

|                |           |  |
| Traspedini 23’ | Marcatori |  |

#### Girone di ritorno
| Arbitro: | De Marchi (Pordenone) |

|                    |           |                                 |
| Ciccolo 90’ (rig.) | Marcatori | 10’ (aut.) Corsini 65’ Hitchens |

| Arbitro: | Angonese (Mestre) |

|                          |           |  |
| Ferrario 4’ Amarildo 82’ | Marcatori |  |

| Mantova 7 febbraio 1965 20ª giornata | Mantova        | 0 – 0 | Foggia & Incedit | Stadio Danilo Martelli\| Arbitro: \| Monti (Ancona) \| |
| Arbitro:                             | Monti (Ancona) |       |                  |                                                        |

| Arbitro: | D'Agostini (Roma) |

|             |           |  |
| Jonsson 88’ | Marcatori |  |

| Arbitro: | Campanati (Milano) |

|                        |           |             |
| Visentin 36’ Rizzo 54’ | Marcatori | 20’ Ciccolo |

| Arbitro: | Varazzani (Parma) |

|             |           |  |
| Jonsson 11’ | Marcatori |  |

| Arbitro: | Lo Bello (Siracusa) |

|             |           |  |
| Vastola 38’ | Marcatori |  |

| Arbitro: | D'Agostini (Roma) |

|  |           |                |
|  | Marcatori | 73’ Domenghini |

| Arbitro: | Angonese (Mestre) |

|                            |           |  |
| Di Giacomo 13’ Jonsson 69’ | Marcatori |  |

| Roma 4 aprile 1965 27ª giornata | Roma              | 0 – 0 | Mantova | Stadio Olimpico\| Arbitro: \| Varazzani (Parma) \| |
| Arbitro:                        | Varazzani (Parma) |       |         |                                                    |

| Arbitro: | Pisani (Roma) |

|                                               |           |            |
| Perani 12’ Haller 36’ (rig.) Nielsen 39’, 88’ | Marcatori | 8’ Ciccolo |

| Arbitro: | Campanati (Milano) |

|              |           |  |
| Tomeazzi 70’ | Marcatori |  |

| Arbitro: | Varazzani (Parma) |

|                         |           |  |
| Morelli 20’ Bagatti 43’ | Marcatori |  |

| Arbitro: | Angonese (Mestre) |

|                         |           |             |
| Petroni 39’ Landoni 63’ | Marcatori | 57’ Ciccolo |

| Arbitro: | Righetti (Torino) |

|             |           |                                  |
| Ciccolo 77’ | Marcatori | 5’ (rig.) Renna 46’, 69’ D'Amato |

| Arbitro: | Marengo (Chiavari) |

|                        |           |  |
| Hamrin 51’ Orlando 59’ | Marcatori |  |

| Arbitro: | Angonese (Mestre) |

|                                        |           |                |
| Tomeazzi 3’ Di Giacomo 62’ Ciccolo 88’ | Marcatori | 13’ Traspedini |

### Coppa Italia
| Arbitro: | Acernese (Roma) |

|                            |           |  |
| Veneranda 49’ De Paoli 55’ | Marcatori |  |

## Statistiche

### Statistiche di squadra
| Competizione | Punti | In casa | In casa | In casa | In casa | In casa | In casa | In trasferta | In trasferta | In trasferta | In trasferta | In trasferta | In trasferta | Totale | Totale | Totale | Totale | Totale | Totale | DR  |
| Competizione | Punti | G       | V       | N       | P       | Gf      | Gs      | G            | V            | N            | P            | Gf           | Gs           | G      | V      | N      | P      | Gf     | Gs     | DR  |
| ------------ | ----- | ------- | ------- | ------- | ------- | ------- | ------- | ------------ | ------------ | ------------ | ------------ | ------------ | ------------ | ------ | ------ | ------ | ------ | ------ | ------ | --- |
| Serie A      | 21    | 17      | 7       | 4       | 6       | 16      | 15      | 17           | 0            | 3            | 14           | 4            | 25           | 34     | 7      | 7      | 20     | 20     | 40     | -20 |
| Coppa Italia |       | -       | -       | -       | -       | -       | -       | 1            | 0            | 0            | 1            | 0            | 2            | 1      | 0      | 0      | 1      | 0      | 2      | -2  |
| Totale       |       | 17      | 7       | 4       | 6       | 16      | 15      | 18           | 0            | 3            | 15           | 4            | 27           | 35     | 7      | 7      | 21     | 20     | 42     | -22 |

### Statistiche dei giocatori
In campionato si aggiunga una autorete a favore.
| Giocatore     | Serie A  | Serie A | Coppa Italia | Coppa Italia | Totale   | Totale |
| Giocatore     | Presenze | Reti    | Presenze     | Reti         | Presenze | Reti   |
| ------------- | -------- | ------- | ------------ | ------------ | -------- | ------ |
| L. Bartolomei | 10       | 0       | -            | -            | 10       | 0      |
| G. Bernardis  | 3        | 0       | -            | -            | 3        | 0      |
| B. Cancian    | 28       | 0       | 1            | 0            | 29       | 0      |
| N. Ciccolo    | 25       | 9       | -            | -            | 25       | 9      |
| C. Correnti   | 14       | 0       | 1            | 0            | 15       | 0      |
| G. Corsini    | 25       | 0       | -            | -            | 25       | 0      |
| R. De Paoli   | 8        | 0       | 1            | 0            | 9        | 0      |
| B. Di Giacomo | 25       | 2       | -            | -            | 25       | 2      |
| A. Gerin      | 1        | 0       | -            | -            | 1        | 0      |
| I. Ghizzardi  | 2        | -3      | 1            | ?            | 3        | -3+    |
| T. Jonsson    | 33       | 5       | 1            | 0            | 34       | 5      |
| I. Mazzero    | 11       | 0       | -            | -            | 11       | 0      |
| C. Morganti   | 8        | 0       | -            | -            | 8        | 0      |
| M. Pagani     | 12       | 0       | -            | -            | 12       | 0      |
| S. Pellizzaro | 1        | 0       | 1            | 0            | 2        | 0      |
| S. Pini       | 29       | 0       | 1            | 0            | 30       | 0      |
| F. Scaratti   | 4        | 0       | -            | -            | 4        | 0      |
| P. Scesa      | 25       | 0       | 1            | 0            | 26       | 0      |
| R. Taccola    | 2        | 0       | 1            | 0            | 3        | 0      |
| E. Tarabbia   | 18       | 0       | 1            | 0            | 19       | 0      |
| U. Tomeazzi   | 16       | 2       | 1            | 0            | 17       | 2      |
| G. Trombini   | 19       | 1       | 1            | 0            | 20       | 1      |
| L. Varoli     | 2        | 0       | -            | -            | 2        | 0      |
| C. Volpi      | 13       | 0       | -            | -            | 13       | 0      |
| F. Zaglio     | 8        | 0       | -            | -            | 8        | 0      |
| D. Zoff       | 32       | -37     | 1            | ?            | 33       | -37+   |